# Information

Symbol som informerar var det finns information.

Information (data) uttrycker kunskap eller budskap i en konkret form, och består ofta men inte alltid av en samling fakta eller empiriska observationer. Information utgör substansinnehållet i de meddelanden som överförs vid kommunikation och utgör också substansinnehållet i olika typer av lager av kunskap och budskap, som en bok eller en databas.
Information återfinns som substansinnehållet vid användning av  tal, skriftsystem, symboler, bilder och som kodat data anpassat för specifika media som datorer eller tidningar.
Ordagrant härstammar ordet från latinets informare vilket skulle ge betydelsen ”att ge form (åt)” eller ”utforma”.

## Olika definitioner av begreppet information
Det finns en mängd definitioner av begreppet information var några exempel redovisas nedan.

### Tom Wilsons definition
Tom Wilson  beskriver det som: ”faktiska data, empiriskt avgjorda och förklarade data som är presenterade i ett dokument eller muntligen överförda”. 
Wilson menar vidare att detta bara är en av flera nivåer som behovet av information kan studeras på. Även objekt såsom en kyrkobyggnad och företeelser såsom ett rituellt sammanhang är bärare av ett informationsmeddelande, och därmed information. Wilsons artikel tar bland flera andra faktorer upp den fysiska miljön samt den sociokulturella miljön som något som påverkar både informationsbehov och beteende vid informationssökning. I den fysiska miljön i en offentlig lokal finns objekt som har möjlighet att förmedla information om det tas emot av mottagaren. 
Beteenden är exempel på den sociokulturella aspekten och detta kan förklaras närmare med ett exempel: 
Om en person kommer till en gudstjänstlokal han inte varit i tidigare och finner att människor där möter denne med glädje och intresse ger detta möjligen en bild av att församlingen tar hand om varandra och bryr sig om dem som är nya. 
En sådan, mer kontextuell, upplevelse kan då bidra till att personen skapar en positiv bild av församlingen och kanske om kristna i stort. Information har således förmedlats i den interpersonella kontakten. Om församlingen sedan verkligen är omhändertagande eller inte är inte det avgörande här, men den kontextuella upplevelsen skapar denna första bild av församlingen. Mottagaren har i informationsbegreppet, oavsett om det gäller information från de fysiska eller sociokulturella miljöerna, olika dokument eller var den nu kommer från, en avgörande roll för huruvida kunskap alstras. Utan mottagarens tolkning och förståelse blir informationen oanvändbar.

### Peder Hård af Segerstads beskrivning
Docenten i sociologi Peder Hård af Segerstad  har skrivit om kommunikation och dess olika beståndsdelar och förklarar kommunikationens funktioner med sex punkter. Fyra av punkterna (känsloutveckling och -styrning, relationsskapande, psykoterapi samt identitetsutveckling) sammanfattas med två viktiga substanser, nämligen känslor och värderingar, och dessa berör inte främst frågan om vad information är. De främsta två punkterna enligt Hård af Segerstads uppräkning är informationsöverföring och kunskapsutveckling och med detta berör han Wilsons tankar om att information utan ett omvandlande till kunskap på något sätt är obrukbar och kanske även bortkastad. Kommunikation kan i detta sammanhang ses som det som görs och delas gemensamt (lat. communis = gemensam) såsom erfarenheter, reflektioner och tankar. Det bör här påpekas att detta inte är enbart knutet till muntlig kommunikation, utan kommunikation sker så fort som något delas i någon slags gemensam form, exempelvis i formen av böcker, tavlor eller andra strukturer skapade av människor som kan ses som betydelsebärande. Information är sedan enligt författaren det som faktiskt utväxlas under kommunikationen. Kommunikation ser författaren som den sociala process som är nödvändig för att överföra informationen, där informationen i sin essens är en social artefakt, alltså en av människor konstgjord företeelse eller objekt. Hård af Segerstad är mycket tydlig i sin förklaring av begreppet information att det inte kan skiljas från begreppet kunskap, då de är delar av samma nödvändiga process. Han förklarar begreppet kortfattat med orden ”varje meningsbärande artefakt”, där meningsbärande är nyckelordet. Även den process där information är en livsviktig del är klar enligt författaren. 
Kunskap hos bäraren → Information överförs → Informationen interagerar med mottagarens informationssystem → Ny information skapas → Kunskap hos mottagaren → mottagaren sprider vidare informationen
Modellen är grundad i egna studier av Hård af Segerstad samt på Wilbur Schramms kommunikationsmodell från 1961, en modell som är något mer kortfattad i beskrivandet av förhållandet bärare till mottagare, men som i gengäld beskriver en tvåvägskommunikation, något som inte är det centrala för denna artikel och som därmed inte vidare berörs. Hård af Segerstads modell innehåller en stark betoning på förståelseprocessen och att mottagarens sedan barnsben upparbetade informationssystem är den viktiga delen i att förstå den information som överförs. Det här är en mycket kort sammanfattning av Hård af Segerstads tankar om informationsöverföringens dilemman i samband med kommunikation. 

### Michael Bucklands beskrivning
Michael Buckland  menar som förklarats tidigare att begreppet information kan uppfattas och användas på olika sätt och att en studie av begreppet snabbt leder till svårigheter att nå en samsyn. Buckland väljer att angripa detta problem med ett praktiskt synsätt och väljer att se på information som var för sig process, kunskap och ting (information-as-process, information-as-knowledge och information-as-thing) som delar upp informationsbegreppets användningsområde inom biblioteks- och informationsvetenskap. Han menar vidare att information och de olika informationssystem som information såväl som alla personer ingår i, är djupt rotat i den sociala miljön. Här berörs alltså den sociala kontexten men han fokuserar enbart på informationssystem däri människan är en del och går därför inte in i möjliga informationssystem inkluderande såväl icke-mänskliga arter som tekniska processer där människan inte är en aktiv del. Märk väl att han inte därmed utesluter möjligheten att dessa faktiskt kan ses som informationssystem, utan han markerar enbart de naturliga begränsningarna i hans bok.

## Informationens roll i samhällsutvecklingen
I jägarsamhället var tal, objekt och handling i centrum för att överföra kunskap. Himlens färg kunde ge information om väder, bladens färg om årstidsväxlingar och en bergsformation kunde ge information var att återfinna en plats. Färdigheter som slöjdande och jaktteknik överfördes genom att följa och ta efter mer erfarna personer. Tal användes också för att överföra information, kunskap och budskap.
I agrarsamhället och de stater och den utvecklade handeln som följde, blev behovet att hålla ordning på saker som tid och antal objekt (det vill säga information) allt större och efter att först använt en symbolvärld för detta så utvecklades skriftspråket som möjliggjorde helt nya möjligheter överföra och hålla reda på information om objekt, tid, personer och händelser, vilket i sin tur var en förutsättning av den klassiska civilisationen och dess äldsta statssamhällen, antikens stater och de medeltida samhällena.
I de nya vetenskaperna som på 1700-talet och 1800-talet föregick industrialismen var den skrivna informationen central för att utveckla den nödvändiga kunskapen. Industrisamhället kom sedan att vara helt beroende av att kunna hålla reda på information och skulle det visa sig att också de som arbetar kan tillgodogöra sig kunskap i form av skrift, vilken blev allt viktigare som informationsbärare.
De tekniska nyheterna under 1900-talet, speciellt under dess senare hälft, som radio, film, musikinspelningar, TV, datorer och även mot slutet av seklet Internet mångdubblade möjligheterna att överföra information. Och på 1970-talet myntades begreppet informationssamhället. Detta var samtidigt starten på kunskapssamhället där allt fler är beroende av sin utkomst på att behandla och förädla kunskap, och inte bara att hantera information som mer var fallet i det industrisamhälle som kunskapssamhället efterträder.

## Informationsvetenskap
Information är i centrum på flera akademiska discipliner som
- Biblioteks- och informationsvetenskap
- Arkivvetenskap
- Informatik / Datavetenskap
- informationsteori

Information är också en viktig del i discipliner som  Kommunikationsvetenskap och Lingvistik